# Шолта

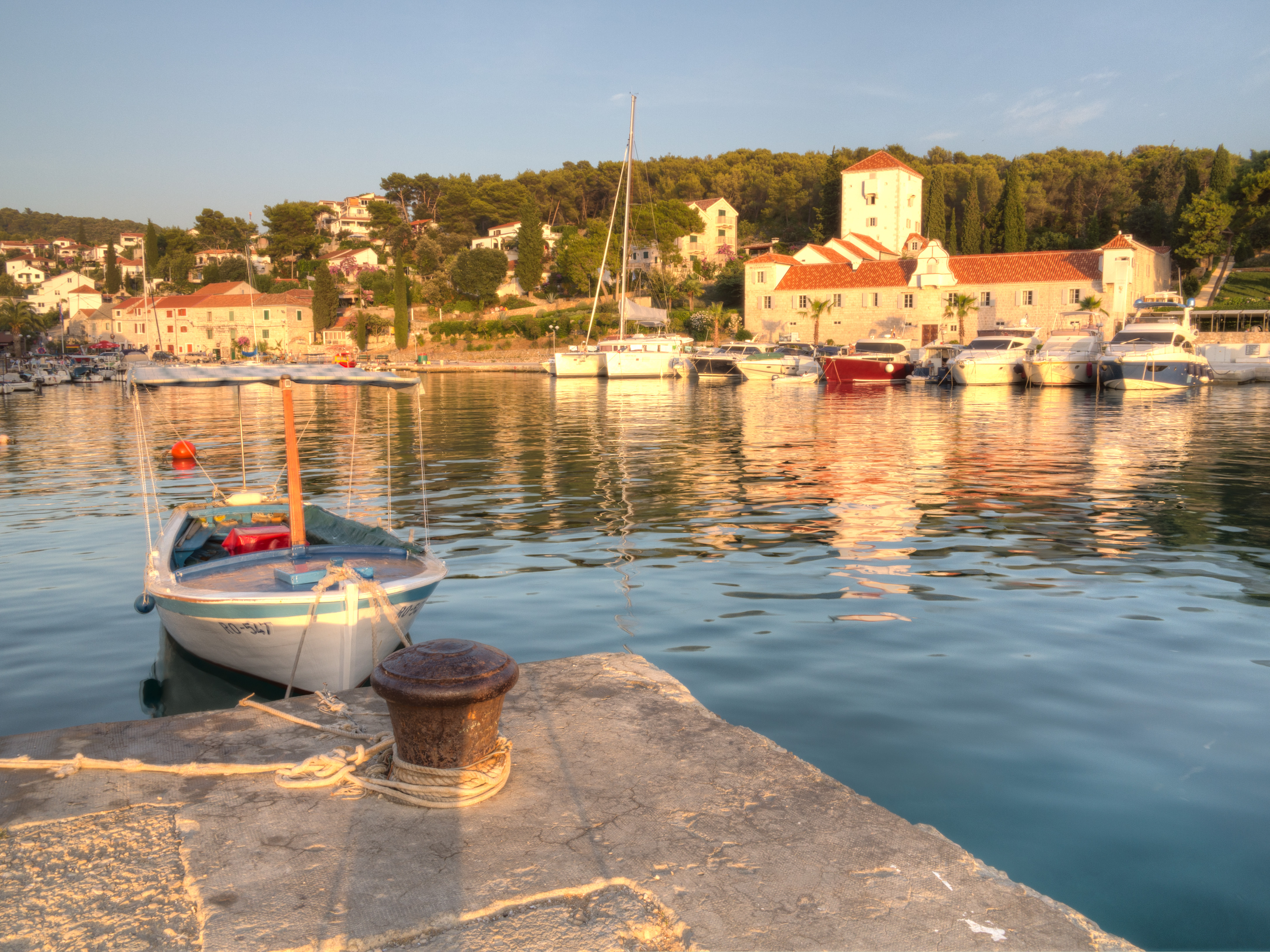
Вид на г. Стоморска

Шо́лта (хорв. Šolta, греч. Σόλτα) — остров в Адриатическом море, в южной части Хорватии, возле далматинского побережья.

## География
Площадь острова — 59,98 км², длина — 19 км, ширина — 3 км, длина береговой линии — 73,1 км. Население острова — 1479 человек (2001). От острова Брач отделён узким проливом Сплитские ворота.
Самые большие населённые пункты — города Нечуям (Nečujam), Стоморска (Stomorska), Рогач (Rogač). Остров связан паромной переправой с континентальным городом Сплит.
Благодаря живописным бухтам, пляжам и мягкому климату остров является привлекательным курортным местом. На острове проводится несколько крупных фольклорных фестивалей. В городе Рогач сохранились остатки древнеримских построек.